# 又新会
又新会（ゆうしんかい）は、明治末期に存在した革新派政党。立憲政友会に対抗して都市生活者の支援と対外強硬論を軸とした。ここではその母体となった猶興会（ゆうこうかい）についても合わせて解説するものとする。

## 猶興会
猶興会（ゆうこうかい）は、1906年12月20日に政交倶楽部を中心とした既成政党に不満を持つ36名の代議士によって結成された政党である。菊池武徳・山口熊野を幹事（代表）とし、河野広中・大竹貫一・島田三郎・小川平吉・尾崎行雄・奥田義人・花井卓蔵らが参加した。
日露戦争後の政府の膨張予算とそれに伴う増税方針に強く反対し、「政界革新同志会」を旗揚げして全国運動を展開する。憲政本党・大同倶楽部と連携して政友会の第1次西園寺内閣の政策を糾弾して国民負担の軽減と軍事優先政治の解消を求めた。その反面、対外的にはタカ派的色彩が強く、ハーグ密使事件では政府・韓国統監府の対応を「弱腰」であると批判した。
だが、1908年の第10回衆議院議員総選挙では29議席に減少させた事からより幅広い勢力結集を目指す方針を目指し、又新会へと発展的に解消する事になった。

## 又新会
又新会（ゆうしんかい）は、1908年12月21日に旧猶興会に無所属議員などを含めて計45名の代議士で結成された。猶興会のような具体的な綱領は定めず、国家の大事に大同団結する事を約束したが、基本的には猶興会の延長上にあった。幹事に河野広中・大竹貫一・島田三郎を選出、後に山口熊野と坂本金弥を追加した。
翌年には更なる大同団結を求めて憲政本党・大同倶楽部・戊申倶楽部との合同を目指すが、又新会が「官僚政治の打破」と「三税廃止」（通行税・織物税・塩専売）の2つの重点項目を譲らなかった事から決裂した。同年の帝国議会では「三税廃止」に加えて米の輸入関税引き下げ、電車料金値上げ阻止などを掲げて政府と対決する一方、韓国併合を支持した。
ところが、1910年に入ると、大同倶楽部・戊申倶楽部の合同（中央倶楽部の結成）の話が進むと又新会内にもこれに呼応しようとする動きが出て2月18日に又新会から10名が脱党して無名会（むめいかい）が結成された。ところが次第に本来の趣旨であった中央倶楽部への参加とは異なる方向に向かい、中央倶楽部結成に反対する戊申倶楽部議員と無名会などとの合同へと話が展開し、3月18日に戊申倶楽部残留組と無名会、憲政本党、更に又新会からの新規脱党組が先に結党した中央倶楽部に対抗する形で立憲国民党を結党する。
先の無名会結成と今回の立憲国民党への離反で又新会所属代議士は一気に17名に減少、同年12月21日、新会結成2周年の日に解党を決定、所属議員は無所属となり、後に立憲国民党や立憲政友会などに吸収されていく事になる。

## 会員[1]
| 名前         | 備考                    |
| ------------ | ----------------------- |
| 高木益太郎   |                         |
| 藏原惟郭     |                         |
| 三輪信次郎   |                         |
| 高木正年     |                         |
| 石橋為之助   |                         |
| 大西五一郎   |                         |
| 藤澤元造     |                         |
| 島田三郎     |                         |
| 堀谷佐治郎   |                         |
| 梅原良       |                         |
| 小泉又次郎   |                         |
| 櫻井一久     |                         |
| 多木久米次郎 |                         |
| 小寺謙吉     |                         |
| 佐野春五     |                         |
| 鈴木力       |                         |
| 田川大吉郎   |                         |
| 大竹貫一     |                         |
| 卜部喜太郎   |                         |
| 関口安太郎   |                         |
| 細野次郎     |                         |
| 加瀬禧逸     |                         |
| 松本恒之助   |                         |
| 尾崎行雄     |                         |
| 濱田国松     |                         |
| 小川平吉     |                         |
| 河野広中     |                         |
| 鈴木寅彦     |                         |
| 近江谷栄次   |                         |
| 服部綾雄     |                         |
| 守屋此助     |                         |
| 西村丹治郎   |                         |
| 入江武一郎   |                         |
| 坂本金弥     |                         |
| 橋本太吉     |                         |
| 花井卓蔵     |                         |
| 横山金太郎   |                         |
| 金尾稜厳     |                         |
| 富島暢夫     |                         |
| 佐々木安五郎 |                         |
| 山口熊野     |                         |
| 才賀藤吉     |                         |
| 田坂初太郎   | 明治42年2月23日に辞職。 |
| 村松恒一郎   |                         |
| 浅野陽吉     |                         |

## 備考
ちなみに猶興会結成、又新会結成、同解党が1年の終わりに集中しているのは単なる偶然というわけではなく、当時の政府予算は90日を会期とした帝国議会常会で審議する規定があり、4月の新年度予算執行から逆算すると12月末に議会が召集されるのが慣例であるためにそれに備える意味があった。